# Claude Antoine de Valdec de Lessart
Claude Antoine de Valdec de Lessart (25. ledna 1741, Portets – 9. září 1792, Versailles) byl blízký spolupracovník ministra financí Jacquese Neckera. Pro jednání generálních stavů roku 1789 ho král Ludvík XVI. jmenoval jako prostředníka mezi všemi třemi stavy. I v pozdějším průběhu rané fáze Francouzské revoluce měl důvěru krále, který ho postupně jmenoval ministrem čtyř z jeho šesti ministerstev. Byl ministrem financí (1790-1791), vnitra (1791), námořnictví (1791) a zahraničních věcí (1791-1792). Jako monarchista se stal obětí zářijových masakrů.